# Polowat
Polowat (également Poluwat ou Puluwat) est un atoll et une municipalité de l'État de Chuuk aux États fédérés de Micronésie.
Puluwat est situé dans la région du nord-ouest, dans le district d'Oksoritod, dans la zone occidentale de cet État (Pattiw).
L'atoll comporte 5 îlots sur le pourtour du récif, avec une superficie terrestre totale de 3,4 km² :
1. Poluwat (est)
2. Bangelab (nord)
3. To (nord)
4. Alet (ouest)
5. Sau (sud)

Puluwat ayant un petit lagon, sa superficie totale est de 7 km² seulement.
Il y a trois villages dans la partie occidentale de Puluwat, peuplés de 1 015 habitants (2008), du nord au sud :
1. Relong
2. Lugav
3. Rewo